# Tmesisternus subaureus
Tmesisternus subaureus là một loài bọ cánh cứng trong họ Cerambycidae.